# Ильяс Тапдыг
Ильяс Тапдыг (настоящие имя и фамилия — Ильяс Орудж оглы Тапдыгов) (азерб.  İlyas Tapdıq ; 30 ноября 1934, с. Али-Исмаиллы Гедабекского района, Азербайджанская ССР — 25 декабря 2016, Баку) — азербайджанский поэт, переводчик, редактор, журналист, сценарист, член Союза писателей Азербайджана. Лауреат премии Ленинского комсомола Азербайджанской ССР (1972).

## Биография
Родился в крестьянской семье. До 1956 года обучался на факультете азербайджанского языка и литературы Азербайджанского педагогического института.
В 1957—1962 годах был редактором издательства «Детюниздат». В 1962—1968 годах — редактор и главным редактор издательства «Азернешр». В 1968—1976 годах — главным редактором издательства «Гянджлик».
В 1976—1978 годах руководил адвокатской группой Национальной печати. В 1978—1983 годах был главным редактором молодежных программ Азербайджанского государственного телевидения и радио. В 1989—1992 годах — заведующим отдела художественной литературы издательства «Азербайджан». В 1992—1995 годах — преподавал в Институте стандартизации и МИД Турции в Анкаре, был спецкором газеты «Азербайджан» в Турции.
В 1960—1980-е годы участвовал во Всесоюзных книжных выставках и ярмарках, представлял детскую литературу СССР за рубежом. Его книги были удостоены многих наград. Был в составе жюри республиканских конкурсов и фестивалей по литературе.

## Творчество
Дебютировал во время учёбы в университете, опубликовав в журнале «Азербайджан» стихотворением «Бакинские ночи». Первая его книга была напечатана в 1955 году.
За время литературной деятельности издано около пятидесяти книг стихов, поэм и переводов Ильяса Тапдыга. Произведения поэта переведены на русский, турецкий и другие языки.
Основная тема произведений Ильяса Тапдыга — красота родной природы, славное историческое прошлое Азербайджана, духовный мир её сыновей, деятелей искусства и слова, своих современников.
Ильяс Тапдыг — известный детский поэт.

## Избранные произведения
- «Перепелка»,
- «Мать»,
- «Демирагач»,
- «Весенний град»,
- «Моё сердце — шехид»,
- «Возьми меня за руку!»
- «Пастух нашего села»,
- «Хумар»,
- «Молния одной любви»,
- «Чимназ играет»,
- «Лесная песня»,
- «Петух и мышка»,
- «Девушки и чайки»,
- «Храбрый заяц»,
- «Капризное солнце»
- «В школу» и другие.

Похоронен на Бадамдарском кладбище.

## Награды
- Персональная пенсия Президента Азербайджанской Республики (5 июля 2003 года)[1]